# 14973 Rossirosina
14973 Rossirosina eller 1997 RZ är en asteroid i huvudbältet som upptäcktes den 1 september 1997 av de båda italienska astronomerna Andrea Boattini och Maura Tombelli vid San Marcello-observatoriet. Den är uppkallad efter upptäckarens mor, Rosina Rossi.